# 566 г. пр.н.е.

## Събития

### В Азия

#### Във Вавилония
- Навуходоносор II (605 – 562 г. пр.н.е.) е цар на Вавилония.[1]

#### В Мидия
- Астиаг (585/4 – 550/9 г. пр.н.е.) е цар на Мидия.[2]

### В Африка

#### В Египет
- Фараон на Египет е Амасис II (570 – 526 г. пр.н.е).[3]

#### В Кирена
- Около тази година твори поета Евгамон Киренски.[4][5]

### В Европа

#### В Атина
- Хипоклеид е архонт в Атина.[6]
- От тази година в града започва да се празнува фестивала Панатенеи като на всеки четири години се състои един голям фестивал, а в междинните години се празнуват по-малки такива.[7]

#### В Корсика
- Около тази година преселници от Фокея основават колонията Алалия (Каларис) на остров Корсика.[8]